# J·D·邵德
約翰·大衛·邵德（英語：John David Souther，1945年11月2日—2024年9月17日）是美國歌手、詞曲作者和演員。 他曾寫過琳達·朗絲黛和老鷹樂隊錄製的歌曲並與他人合寫。

## 事業
邵德出生於美國底特律，並在德薩斯州阿馬里洛長大。

### 身為音樂家
作為音樂家和詞曲作者，他在成年後受到德薩斯州人和搖滾圖標羅伊·奧比森的巨大影響。他的第一個唱片是與當地樂隊The Cinders一起前往附近新墨西哥州克洛維斯的諾曼·配第工作室。他們的第一批45首唱片是在1965年以RIC小唱片發行的，然後諾曼·配第成功地將他們的唱片購買了華納兄弟唱片公司，於1966年發行了第二張單曲，發行了《約翰·戴維和煤渣樂隊》。在搬到洛杉磯縣後，在1960年代後期的加利福尼亞州，索瑟遇到了音樂家和詞曲作者格林·佛萊。兩位音樂家成為室友和音樂合作者。邵德和弗雷組成了一個鄉村音樂二人組合Longbranch Pennywhistle。他們的唯一專輯在吉米·鮑文的Amos Records上發行。
在1972年錄製了同名的個人錄音室專輯之後，邵德接下來與克里斯·希爾曼和裏奇·弗瑞組成了邵德–希爾曼–弗瑞樂隊。樂隊發行了兩張專輯，但是由於創作上的緊張和唱片銷售的缺乏，導致樂隊的滅亡。
邵德可能以其寫歌能力而聞名，尤其是在鄉村搖滾領域。他為老鷹樂隊撰寫了一些熱門歌曲，包括《Best of My Love》、《Love Victim》、《今晚的心痛》和《鎮上的新孩子》。出現在老鷹樂隊的《伊甸園的長路上》的《How Long》是Souther撰寫的，最初記錄在他1972年發行的第一張個人專輯中。
他在1975年寫了《像小偷一樣奔跑》，出現在邦妮·拉伊特的專輯《本壘》上。
邵德作為歌手為其他藝術家的作品做出了貢獻，包括與唐·亨利的支持人聲；在Christopher Cross同名首張專輯的《The Light Is On》中；丹·佛格柏1976年發行的唱片《Nether Lands》中的歌曲《False Faces》和《Loose Ends》；並與丹·佛格柏一起擔任1975年發行的唱片《Captured Angel》中的《該死的兄弟》詞曲創作者。
他從《You Only Only Lonely》專輯中的1979年同名歌曲取得了自己最大的成功，《告示牌》百強單曲榜上排名第七，並連續五週在告示牌的《成人當代榜》上排名第一。
老鷹樂隊的唱片《今晚的心痛》於1979年發行，在排行榜上排名第一。它是由邵德、巴布·席格、格林·佛萊和唐·亨利撰寫的。
邵德與琳達·朗絲黛短暫約會，與她共同製作了她的《Don't Cry Now》專輯，並為她的幾張多白金專輯創作了歌曲，包括《Faithless Love》。摘自《住在美國》上的《像輪子一樣的心》和《白色節奏與布魯斯》。邵德還與羅恩施塔特錄製了幾首二重奏，包括《偽裝中的囚徒》、《有時無法獲勝》和《反風之心》，這些都曾在1980年的電影《都市牛仔》中放映。
與他的老朋友詹姆士·泰勒的合作，名為《Her Town Too》（來自泰勒的白金認證的專輯《爸爸愛他的作品》），在Hot 100排名第11位，並在1981年進入了AC廣播的前五名。
1987年，他為《Roy Orbison and Friends: A Black and White Night》音樂會和視頻做貢獻，表演並進行了演唱，並演唱了The Platters的《Smoke Gets Steven Spielberg》的1989年電影《Always》中，並為1989-1992年情景喜劇《Anything But Love》寫了主題曲。 1987年，他作為Clannad專輯《Sirius》的主唱合作。
唐·亨利的熱門歌曲《The Heart of the Matter》（1989年發行）也由邵德共同創作。
2008年10月14日，邵德發行了《如果世界就是你》，這是他近25年來的首次新發行。2009年秋天，他發行了後續現場專輯《Rain-Belcourt劇院現場》，融合了新舊材料。
2011年5月31日，邵德發行了《自然史》，收錄了其他藝術家錄製的歌曲的新版本。
2012年10月9日，他發行了現場錄製的EP《東京午夜》。
2013年6月14日，邵德入選了詞曲作者名人堂，並被稱為「南加州聲音的首席設計師」，對一代詞曲作者俱有重大影響。
他寫了歌《希望另一個幸運星》，這首歌出現在電影《永久唱片》的配樂中。
邵德共同撰寫了《為貝因·楊獻歌》，這首歌是詹姆斯·因特維爾為1990年約翰尼·德普電影《哭泣的寶貝》的配樂而演唱的。

### 演員生涯
邵德在電視劇《三十多歲的人》的第三季（1989年－1990年）中扮演約翰·鄧納威（John Dunaway）的角色，並在電影《來自邊緣的明信片》（1990年）。他出現在吉米·巴菲特的《Salty Land of Land》的有聲讀物中。 邵德於1999年在電視電影《Purgatory》（1999年電影）中飾演傑西·詹姆斯（Jesse James），並在《My Girl 2》中飾演Jeffrey Pommeroy。索斯還出現在2012年的懸疑驚悚片《Deadline》中。 他曾在鄉村音樂電視連續劇《納什維爾》的第一季中反復出演，該劇於2012年10月首播，他翻拍了自己的 在第五季的2017年劇集中扮演角色。

## 個人生活
邵德於1969年3月與Alexandra Sliwin結婚；他們在1972年離婚。 他與琳達·朗絲黛和史蒂薇・尼克斯在1970年代約會。Judee Sill的歌曲《Jesus Was Crossmaker》是為邵德寫的，她說在短暫的婚外情之後傷了她的心。  2002年12月，邵德的寓所從加利福尼亞州的荷里活山遷至田納西州納什維爾。2004年，他與愛爾蘭Bansha的Sarah Nicholson結婚；他們於2010年離婚。